# Landeyjahöfn
Landeyjahöfn kikötőt 2010-ben hozták létre Izland déli partján, Rangárþing eystra község területén, a Markarfljót folyó torkolatához közel. A Vestmannaeyjar szigetcsoporttal átellenben fekszik, elsősorban az oda irányuló kompforgalom kiszolgálására készült. Reykjavíktól 134 kilométerre fekszik.
A környéket vastagon borítja a közeli Eyjafjallajökull vulkán 2010-es kitöréséből származó vulkáni hamu.
A kikötő mesterséges, a nyílt tengerparton épült, és kettős mólók övezik. Ennek ellenére a téli félévben a gyakori viharok miatt használata nem biztonságos, ezért ilyenkor a kompforgalom a korábbiakhoz hasonlóan Þorlákshöfn kikötőjét használja. A Herjólfur autós komp menetideje a szigetekre ebből a kikötőből 30 perc, a Þorlákshöfnből viszont 2 óra 45 perc.

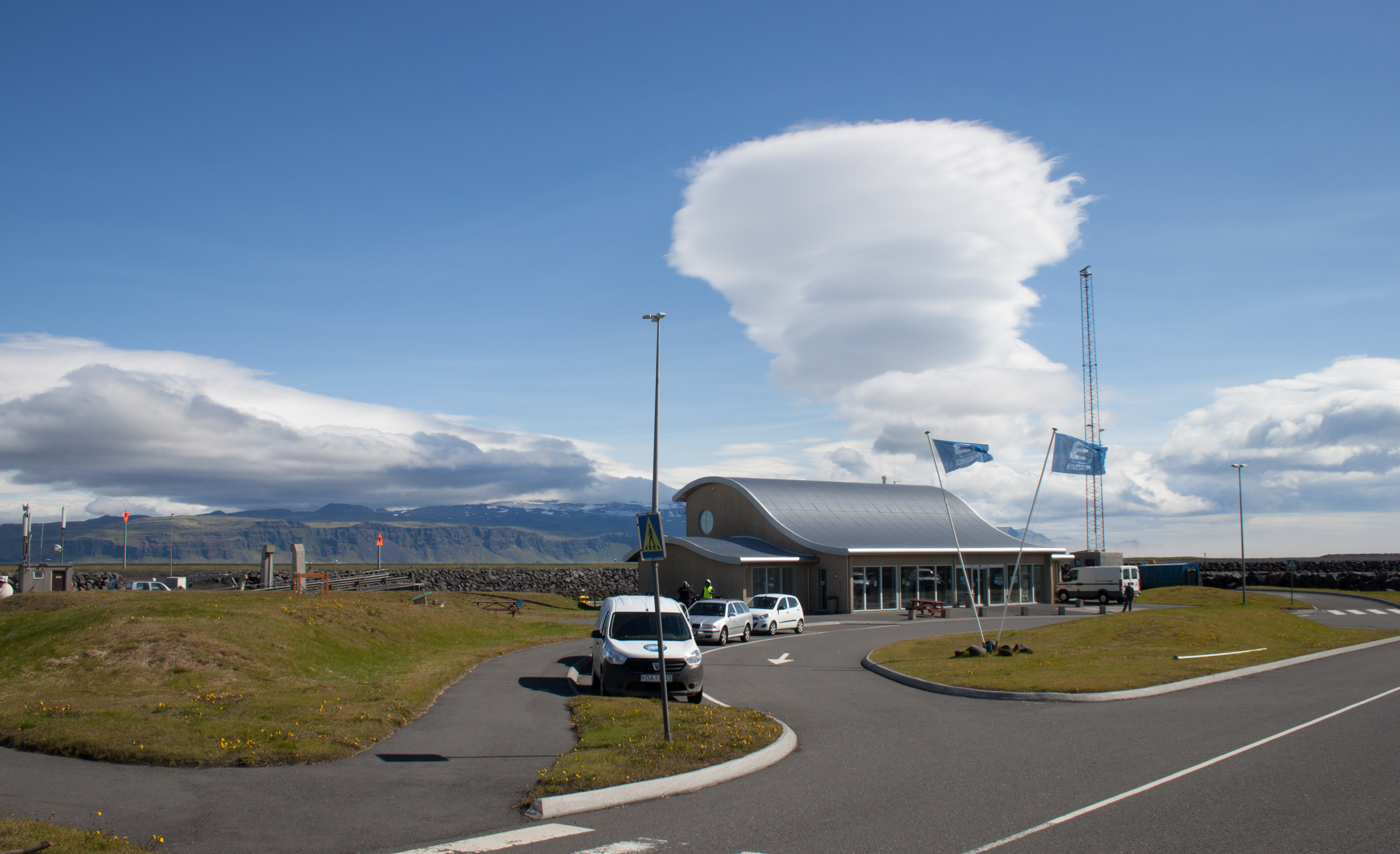
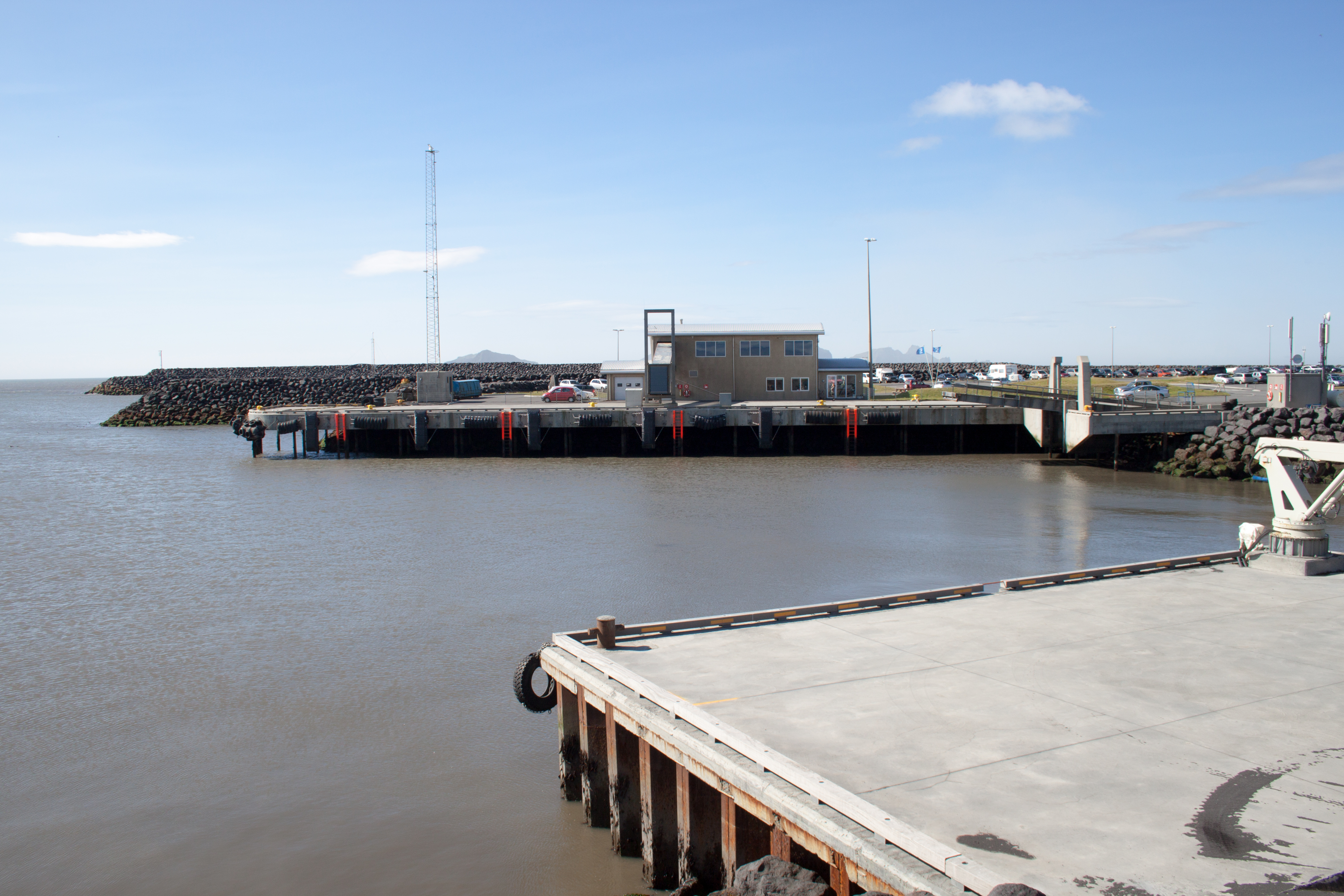
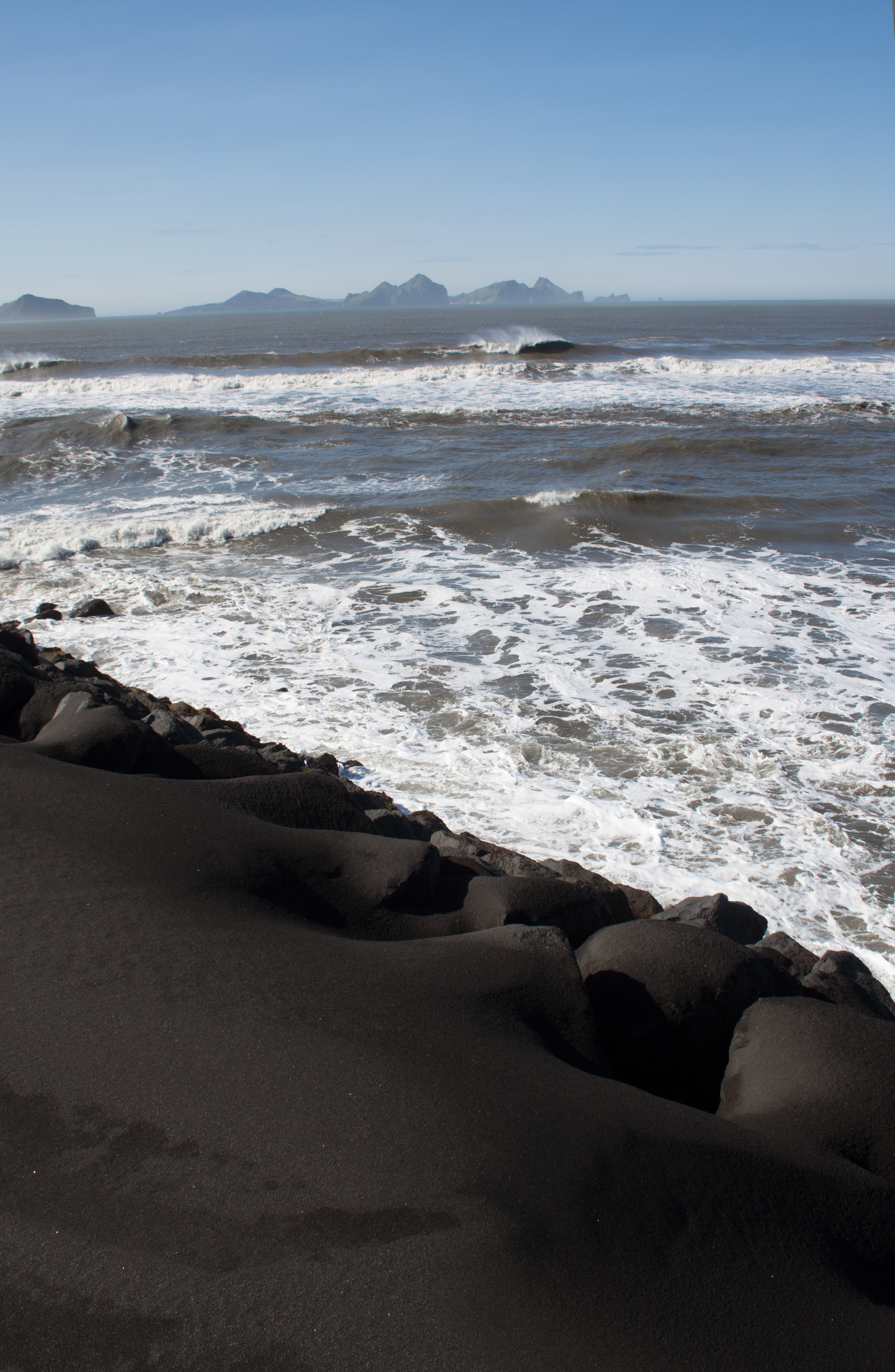